# Foroxity Filmarena
Foroxity Filmarena is de naam van twee bioscopen in de Nederlandse provincie Limburg: een in Sittard, die beschikt over acht filmzalen, en een in Roermond, die beschikt over zeven filmzalen.
De naam Foroxity komt voort uit het samengaan van de twee bioscopen Forum (uit Sittard) en Roxy (uit Geleen). De bioscoop in Roermond werd geopend op 5 februari 2009 en was daarmee de tweede vestiging van Foroxity.

## Bijzonderheden
- Naast films worden er ook live-operavoorstellingen via satelliet vertoond.
- Direct aan de bioscoop in Roermond vast ligt het XityCafé.
- Direct aan de bioscoop in Sittard-Geleen vast ligt Brasserie Foroxity.